# 東京都立第五福竜丸展示館
東京都立第五福竜丸展示館（とうきょうとりつだいごふくりゅうまるてんじかん）は、東京都江東区の夢の島公園内にある第五福竜丸を主体とした展示施設である。
設計は杉建築設計事務所／杉重彦。第13回（2013年度）日本建築家協会25年賞受賞。

## 開館までの沿革
日本の遠洋マグロ漁船であった第五福竜丸が1954年（昭和29年）3月1日、アメリカ軍のビキニ環礁における水爆実験（キャッスル作戦）による放射性降下物で被曝（被爆）する事件が起きた。無線長の久保山愛吉が後に死亡した。第五福竜丸の処遇についてアメリカ側は放射能除去後、船体を沈めて廃棄するよう主張したが、日本側は今後の資料として保存を主張、結局当時の文部省が船体を買い上げることで決着した。東京都港区の東京水産大学で約2年間、残留放射能の検査が行われた。安全が確認された後、三重県伊勢市大湊町の強力造船所（現・ゴーリキ）で改造が施された。甲板は張り替えられ、魚倉は大部分が学習室となり、船体は白く塗り直され、こうして第五福竜丸は東京水産大学の練習船「はやぶさ丸」として第二の道を歩むこととなった。約10年の間、学生の航海実習に使用された後、1967年（昭和42年）に廃船となった。エンジンは取り外され売却、貨物船に据付けられるが1968年に熊野灘、三重県御浜町沖でその船は沈没。元第五福竜丸の船体はその後、いくつかのスクラップ業者などを経て、夢の島に打ち棄てられた。このことが報道されると、地元江東区民の間から保存の声が上がった。やがて保存の気運は高まり、地元有志が船体を30万円で買い取り、日本各地で保存のための募金や署名活動が行われた。
1969年（昭和44年）、「被爆の証人第五福竜丸保存の訴え」が提出されるとともに第五福竜丸保存委員会が発足。東京都知事であった美濃部亮吉をはじめ各界の著名人が名を連ね、保存運動は広がっていった。その間に船名を「第五福竜丸」に戻す作業が行われるとともに、船体を美しくする集いや写生会、凧上げ大会、俳句会などが催された。
1973年（昭和48年）、船体の保存・管理を目的として財団法人第五福竜丸保存平和協会が設立された（1974年に第五福竜丸平和協会に名称変更）。船体は財団から東京都へ寄贈され、1976年（昭和51年）6月10日に原子爆弾・水素爆弾による惨事が二度と引き起こされることのないことを願いとして開館した。
1996年（平成8年）12月、地元や全国有志の運動、募金などにより御浜町沖に沈んでいたエンジンが引き揚げられる。母港だった焼津などで一時展示されたあと、東京都が受け入れることとなり、東京文化財研究所による保存処置が施された上で、2000年1月より展示開始された。なお、海水に晒された金属製品を保存（脱塩）するためには、海水に晒された時間と同じかそれ以上の時間、真水に浸水させることが必要と考えられているが、第五福竜丸エンジンの保存処置は、展示に間に合わせるために十分な時間が取れず、タンニン酸による次善策としての処置が実施された。
2018年（平成30年）7月、老朽化した建物を補修するために一時休館し、2019年（平成31年）4月2日に再開。元乗組員の証言や、船内の3D映像を見られるようにするなど展示を拡充した。

## 主な展示物
- 第五福竜丸船体（船内は3D映像で投影）
- 船体に積もった死の灰

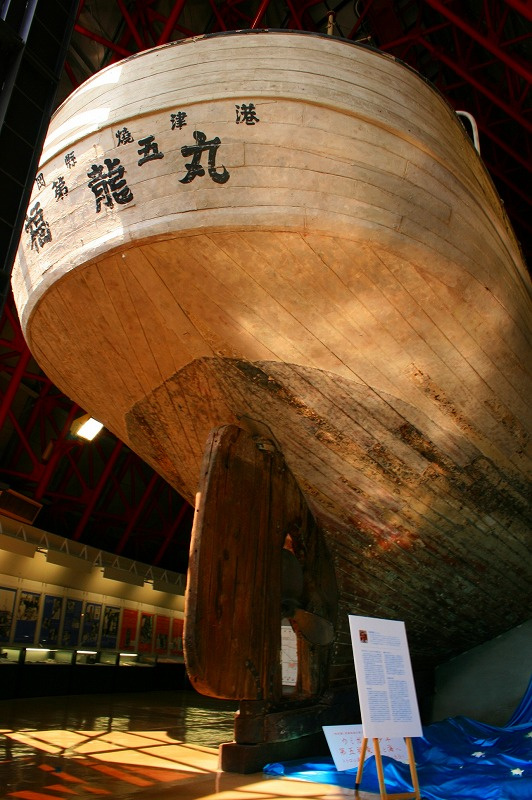
第五福竜丸船体

- 当時のカレンダーと事件のことが綴られた日誌
- ガイガー・カウンター
- 乗組員の手記、証言映像
- 寄せられた見舞いの手紙
- マーシャル諸島の核被害を知るコーナー
- 世界のヒバクシャコーナー
- 久保山碑（屋外）
- マグロ塚（屋外）
- 第五福竜丸のエンジン（屋外）

## 開館時間・入場料
- 9:30-16:00
- 月曜休館（ただし月曜日が祝日の時は開館し、翌火曜日休館）
- 入場無料

## アクセス
- 電車
  - JR京葉線、東京地下鉄有楽町線、東京臨海高速鉄道りんかい線のいずれかで新木場駅下車、徒歩10分。
- 自動車
  - 首都高速道路湾岸線で新木場出入口より、明治通り沿いに1分。

## 周辺施設
- 夢の島公園
  - 夢の島熱帯植物館
  - BumB東京スポーツ文化会館
  - バーベキュー広場